# Crkva sv. Luke u Baćini
Crkva sv. Luke nalazi se u zapadnom dijelu Baćine, na uzvisini zapadno od jezera Crniševo. Današnja crkva je jednobrodna građevina s četvrtastom apsidom i zvonikom na preslicu uzdignutim nad zapadnim pročeljem, te vjerojatno potječe iz 17. stoljeća. Unutrašnjost broda presvođena je gotičkim svodom oštro prelomljenog luka. Crkva se spominje prvi put u 14. stoljeću, a iz istog vremena potječu i ostatci srednjovjekovnog groblja od kojeg je sačuvano nekoliko nadgrobnih ploča. Ističe se jedan ulomak ploče uzidan lijevo od ulaznih vrata na zapadnom pročelju, ukrašen motivom polumjeseca i rozete.

## Zaštita
Pod oznakom Z-5806 zavedeno je kao nepokretno kulturno dobro - pojedinačno, pravna statusa zaštićena kulturnog dobra, klasificirano kao "sakralna građevina".